# Brand New Day (Bryan Adams)
Brand New Day is een nummer van de Canadese rockzanger Bryan Adams uit 2015, geproduceerd door Electric Light Orchestra-frontman Jeff Lynne. Het is de eerste single van Adams' dertiende studioalbum Get Up.
Volgens Adams was "Brand New Day" het laatste nummer dat geschreven werd voor Get Up. "Het nummer gaat over motivatie, opstaan en iets doen met jezelf. Maar het gaat ook over het idee dat het gras altijd groener is aan de andere kant, of niet?", aldus Adams.
Het nummer haalde alleen in België de hitlijsten, in Vlaanderen haalde het de 8e positie in de Tipparade.